# Radio televizija Tuzlanskog kantona
Radio-televizija Tuzlanskog kantona, bosanskohercegovačka javna postaja za područje Tuzlanske županije. 

## Povijest
Radio televizija Tuzlanskog kantona (RTV TK) je osnovana početkom 1993. godine i djelovala sa skromnim sredstvima. Zbog ambicioznoasti i rada postaja je napredovala, došli su bolji uvjeti, pojačali su se u kakvoći osoblja i tehnike, pa su uvedeni novi sadržaji. Program je cjelodnevni i raznovrstan: 
inozemne proizvodnje su zabavni program, filmovi i serije, šport, dokumentarni filmovi i dječji program, a vlastite su informativni, dokumentarni, obrazovni, zabavni, revijalni, športski, vjerski i dječji program vlastite produkcije. Izvjestitelji su na terenu diljem Županije Soli, Podrinja i Posavine. Program je na bošnjačkom jeziku. Vremenom je postala najgledanija televizijska postaja u Bosni i Hercegovini. Uzastopce nekoliko godina proglašena naboljom televizijom u Bosni i Hercegovini.

## Pokrivenost signalom
Repetitori i odašiljači RTV TK pokrivaju cijelo područje sjeveroistočne Bosne, istočne Hrvatske i zapadne Srbije. Ima IPTV-servis pa je i u mrežama kabelskih operatera u Bosni i Hercegovini i susjednim državama. U RTV TK je nešto više od stotinu zaposlenika.

## Vanjske poveznice
- Službena stranica  Arhivirana inačica izvorne stranice od 30. studenoga 2010. (Wayback Machine)